# Municipio Puerto Cabello
Puerto Cabello es uno de los catorce municipios que conforman el estado Carabobo en la Región Central. Su capital es la ciudad homónima de Puerto Cabello y es el más importante puerto comercial de Venezuela. Ubicado en el norte del estado, tiene una superficie de 434 km² y una población de 210 522 habitantes (proyección para 2024 en base al censo de 2011).Con el 8,1 % de la población total, es el segundo municipio más poblado de Carabobo.

## Geografía

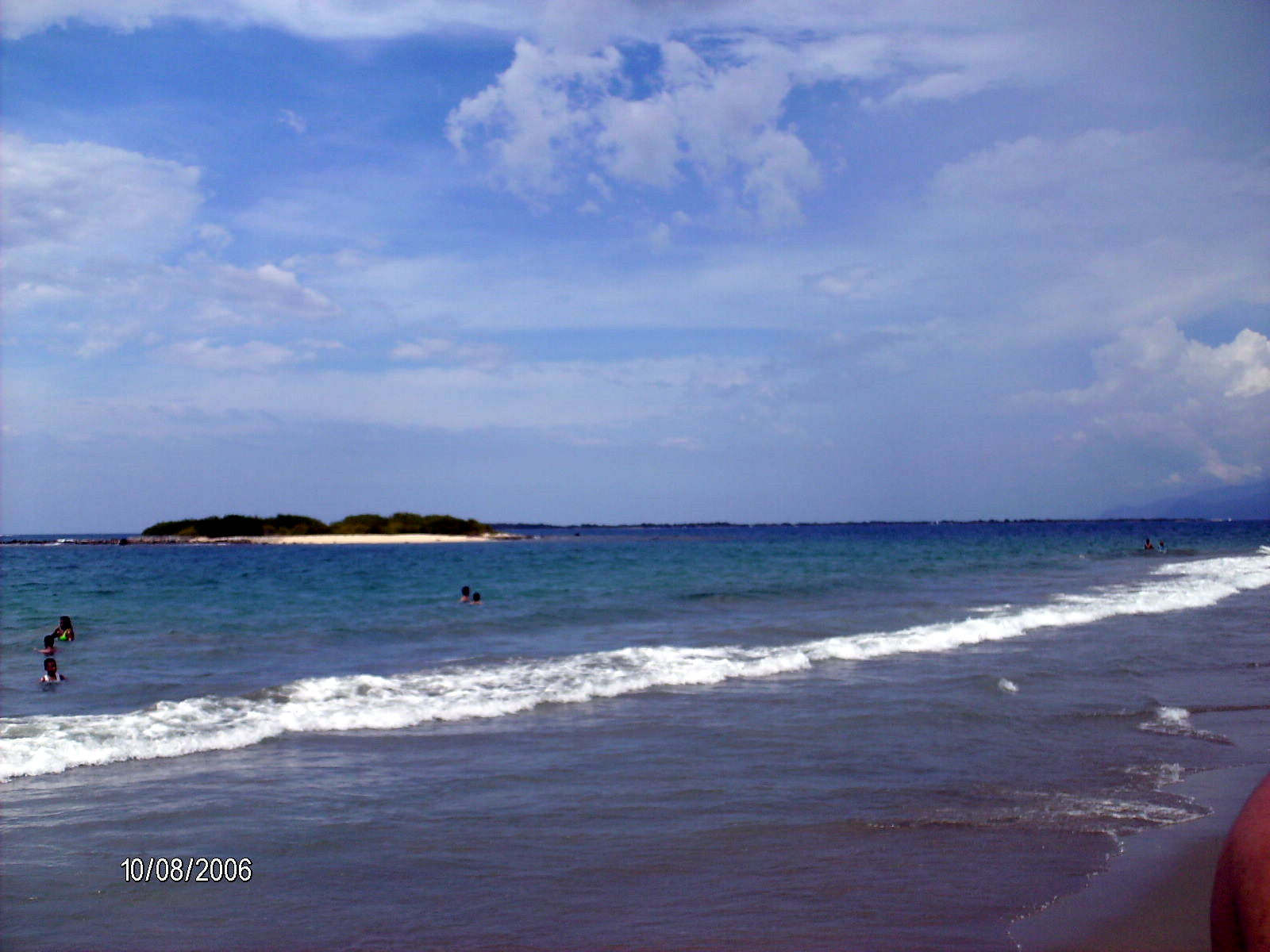
Playa Quizandal, atractivo turístico en la parroquia no urbana de Borburata.

Se distinguen dos zonas, la región montañosa en la Cordillera de la Costa donde las elevaciones superan los 1000 m  hasta el pico Villalonga que alcanza los 1830 m, en esta zona existen precipitaciones de hasta 1500 mm anual, y la región costera o litoral donde las precipitaciones anuales promedio son menores de 900 mm. 
Gran parte del municipio está protegido por el parque nacional San Esteban y el parque nacional Henri Pittier.
El municipio aloja a uno de los dos puertos más importantes de Venezuela, lo que se debe principalmente a su ubicación geográfica privilegiada, equidistante a los extremos de las costas del país. Con un puerto cercano a los valles con plantaciones de cacao, la elaboración de este producto jugó un papel importante en la economía de los territorios de este municipio y durante la época colonial, era un lugar estratégico para el transporte de cacao hacia el extranjero.

### Límites
- Al norte: con el mar Caribe, desde la boca del río Sanchón hasta la Punta de cambiadores.
- Al sur: con el Municipio Naguanagua, el Municipio San Diego y el Municipio Guacara, por la quebrada el playón desde su nacimiento en las cumbres de Chirgua donde circundan los linderos del Municipio Juan José Mora.
- Al este: con el Estado Aragua por la línea ya determinada como fronteriza entre ese estado y el Estado Carabobo desde la punta de Cambiadores en las orillas del mar Caribe, siguiendo por la fila resinoso hasta llegar al Pico Jengibre en la fila de Vigirima en la Cordillera de la Costa.
- Al oeste: con el Municipio Juan José Mora, desde el nacimiento del río Sanchón en las cumbres de Chirgua, siguiendo aguas abajos hasta llegar al norte con el mar Caribe, desde la boca del río Sanchón hasta la punta de Cambiadores. Este municipio estuvo unido con aquel hasta 1988 cuando para ese entonces se denominaba Distrito Puerto Cabello.

## Organización parroquial
| Parroquia                        | Población    |
| -------------------------------- | ------------ |
| Bartolomé Salom                  | 41 813       |
| Borburata                        | 5202 hab.    |
| Democracia                       | 8878 hab.    |
| Fraternidad                      | 9180 hab.    |
| Goaigoaza                        | 46 289 hab.  |
| Juan José Flores                 | 64 979 hab.  |
| Patanemo                         | 3592 hab.    |
| Unión                            | 2560 hab.    |
| Municipio Puerto Cabello 429 km² | 182 493 hab. |

Parroquias urbanas (Ciudad de Puerto Cabello): Bartolomé Salóm, Democracia, Fraternidad, Goaigoaza, Juan José Flores, Unión.
Parroquias rurales: Borburata (Borburata), Patanemo (Patanemo).

## Política y gobierno
Según establece la Constitución de Venezuela, el gobierno municipal y la administración del municipio es responsabilidad del alcalde o alcaldesa, principal autoridad civil. Las funciones legislativas, en cambio, son facultdad del Concejo Municipal, integrado por concejales elegidos por votación popular. El mandato del alcalde o alcaldesa —así como el de los concejales y concejalas— tiene una duración de cuatro años, con posibilidad de reelección. Las elecciones se desarrollan bajo un sistema electoral paralelo que contempla personalización de la votación para los cargos nominales y representación proporcional para los cargos de la lista. El organismo oficial a cargo de la organización de las elecciones, tabulación y transparencia de los resultados es el Consejo Nacional Electoral.

### Alcaldes
| Período                                                | Alcalde                     | Partido político | % de votos | Notas |
| ------------------------------------------------------ | --------------------------- | ---------------- | ---------- | --- |
| 1989-1995                                              | Ricardo José Dao            | AD               | 41,50      | Primer alcalde bajo elecciones directas |
| 1992-1995                                              | Ricardo José Dao            | AD               | 34,89      | Reelecto |
| 1995-2000                                              | Alfredo Sabatino Pizzolante | MAS              | -          | Segundo alcalde bajo elecciones directas (se realizaron elecciones generales adelantadas en el 2000 debido a la aprobación de la Constitución de 1999) |
| 2000-2008                                              | Osmel Ramos                 | MVR              | 39,13      | Tercer alcalde bajo elecciones directas |
| 2004-2008                                              | Osmel Ramos                 | MVR              | 45,452     | Reelecto |
| 2008-2016                                              | Rafael Lacava               | PSUV             | 58,13      | Cuarto alcalde bajo elecciones directas |
| 2013-2016                                              | Rafael Lacava               | PSUV             | 50,63      | Reelecto (Renunció a su cargo en el año 2016) |
| 2016-2025                                              | Juan Carlos Betancourt      | PSUV             | -          | Alcalde encargado por la renuncia de Lacava. |
| 2017-2021                                              | Juan Carlos Betancourt      | PSUV             | 70,69      | Quinto alcalde bajo elecciones directas |
| 2021-2025                                              | Juan Carlos Betancourt      | PSUV             | 55,13      | Reelecto |
| Fuente: Datos obtenidos del Consejo Nacional Electoral |                             |                  |            | |

### Concejo municipal
| Partido político / Alianza                             | 2021-2025 | 2018-2021 | 2013-2018 | 2005-2013 | 2000-2005 | 1995-2000 | 1992-1995 | 1989-1992 |
| ------------------------------------------------------ | --------- | --------- | --------- | --------- | --------- | --------- | --------- | --------- |
| PSUV                                                   | 8         | 9         | 8         |           |           |           |           |           |
| MUD                                                    | 1         |           | 1         |           |           |           |           |           |
| AD                                                     |           |           |           | 1         | 1         | 2         | 4         | 3         |
| MAS                                                    |           |           |           |           |           | 4         | 1         | 3         |
| COPEI                                                  |           |           |           |           |           | 1         | 4         | 3         |
| MVR                                                    |           |           |           | 4         | 4         |           |           |           |
| PCP                                                    |           |           |           | 4         | 2         |           |           |           |
| PRVZL                                                  |           |           |           |           | 2         |           |           |           |
| PROCA                                                  |           |           |           |           |           | 1         |           |           |
| Otros                                                  |           |           |           |           |           | 1         |           |           |
| Fuente: Datos obtenidos del Consejo Nacional Electoral |           |           |           |           |           |           |           |           |

Concejales electos para el período 2021-2025
| Concejal            | Partido político / Alianza |
| ------------------- | -------------------------- |
| Ángel Pirona        | PSUV                       |
| Normelys Piña       | PSUV                       |
| Edith Jiménez       | PSUV                       |
| Amilcar Molina      | PSUV                       |
| Ángel Chirínos      | PSUV                       |
| Yunilda Arias       | PSUV                       |
| Jacqueline Calvetti | PSUV                       |
| Amilcar Machado     | PSUV                       |
| Rafael Padrón       | MUD                        |

## Festividades
- Fiesta de San Juan.
- Día de San Pedro (esta se celebra el 29 de junio junto con San Pablo).
- Bendición del Mar (esta se celebra al terminar La Semana Santa, El Domingo de Resurrección).
- La Hamaca (esta celebración se celebra durante El Carnaval).
- Fiesta de San Juan Bautista (esta se celebra el 23 y 24 de junio).
- Diablos danzantes de Corpus Christi (esta se celebra 60 días después del Domingo de Resurrección, el jueves de Corpus Christi).
- Velorio de la Cruz de mayo (esta se celebra desde el 3 de mayo hasta junio).

## Deportes
El Estadio Independencia es el principal estadio de la ciudad, en este se han realizado los «derbies de Jonrones» con la participación de reconocidos deportistas del Béisbol Venezolano. El mencionado estadio ha sido anfitrión de juegos entre Águilas del Zulia y Navegantes del Magallanes y  entre Navegantes del Magallanes y Bravos de Margarita. En la Urbanización Vistamar, la Academia de Fútbol Puerto Cabello Te Quiero tiene modernas instalaciones donde se practica principalmente fútbol, pero también otros deportes. Además existe el Complejo Deportivo Socialista llamado comúnmente como "La Bombonerita", donde la Academia Puerto Cabello disputa partidos de la Primera División de Venezuela. En las Urbanizaciones San Esteban se encuentran los estadios Polideportivos y en Santa Cruz, el nuevo Gimnasio Vertical. En varias zonas de la ciudad existen gimnasios a cielo abierto que complementan la oferta de instalaciones deportivas. En la Urbanización San Esteban, desde el año 1977, se realiza la Carrera Nacional San Esteban, una maratón en la que participan  atletas de todo el país cada 31 de diciembre.[cita requerida]

### Instalaciones
- Complejo Deportivo Vistamar
- Estadio Independencia (Puerto Cabello)
- Complejo Deportivo Socialista